# 保用證
保用證，又稱保證書、保養證，是賣方同意修理或更換已出售貨品的協議。大部分電器用品都有保用證，有效期通常是一至數年。
保用證是一份商業法律合約文件，例如一方是供應商，另一方是消費者，前者承諾保養買方所採購的商品，為期有限。

## 相關
- 水貨
- 退貨